# Кузьминчик
Кузьминчик (укр. Кузьминчик) — село в Чемеровецком районе Хмельницкой области Украины.
Население по переписи 2001 года составляло 219 человек. Почтовый индекс — 31615. Телефонный код — 3859. Занимает площадь 0,901 км². Код КОАТУУ — 6825286202.

## Местный совет
31615, Хмельницкая обл., Чемеровецкий р-н, с. Ольховцы, ул. Гагарина, 4